# وینچنزو فرارا
وینچنزو فرارا (انگلیسی: Vincenzo Ferrara؛ زادهٔ ۲۹ ژوئن ۱۹۹۳) بازیکن فوتبال اهل ایتالیا است.